# Gianfranco Fini
Gianfranco Fini, född 3 januari 1952 i Bologna, är en italiensk politiker (Frihetens folk, Il Popolo della Libertà) och före detta utrikesminister i Silvio Berlusconis tredje koalitionsregering (2004–2006) och vice premiärminister i Berlusconis andra koalitionsregering (2001–2006). Sedan den 30 april 2008 är Fini talman i deputeradekammaren, det italienska parlamentets underhus.
Fini var tidigare partiledare för Nationella alliansen (Alleanza Nazionale, AN) 1993–2008, ett parti som när Fini tog över som partiledare hette Movimento Sociale Italiano och var postfascistiskt. Under Finis ledning bytte man namn och antog i samband med detta ett dokument som förklarade att man "nu skulle bygga det största liberala masspartiet i Italiens historia". Fini har vid flera tillfällen försökt distansera sig från partiets tidigare idéarv. När han i november 2003 stämplade fascism som absolut ondska lämnade bland andra Alessandra Mussolini, barnbarn till diktatorn Benito Mussolini, partiet. Fini sägs ha förändrat nyfascismen "från svartskjortor till oxfordskjortor". AN gick 2008 samman med Forza Italia och ett antal mindre partier och bildade Il Popolo della Libertà, som för närvarande (2011) är regeringsparti i Italien och leds av Silvio Berlusconi.
Fini har hamnat i blåsväder vid flera tillfällen, bland annat då han i samband med 70-årsdagen av Mussolinis marsch mot Rom 1922 fotograferades med armen utsträckt i klassisk fascisthälsning. Han förklarade sedan bort det med att han bara "hälsade på en vän".
Fini kandiderade 1993 till borgmästare i Rom, men förlorade mot Francesco Rutelli.